# Podio
Podio (укр. Подіо) — вебплатформа для організації командного спілкування, бізнес-процесів, даних в середовищах управління проектами відповідно до потреб проекту.

## Історія
Podio був заснований в Данії Йоном Фродом, Андерсом Полласом та Андреасом Хаугструпом Педерсеном на початку 2009 року. Томас Медсен-Мигдал став головою фірми. Компанія підписала своїх перших клієнтів у серпні 2009 року. Також співзасновником був Каспер Хултін.
У серпні 2010 року датський підприємець Томмі Алерс, найбільш відомий завдяки мобільному соціальному сайту ZYB, став генеральним директором компанії, також ставши її бізнес-ангелом.
Podio офіційно запущений в березні 2011 року. В рамках запуску Podio ненадовго відкрив вітрину в Сан-Франциско, куди люди могли звернутися за допомогою щодо створення додатків.
У вересні 2011 року Podio запустив мобільні програми для iPhone та Android.
У квітні 2012 року Citrix Systems придбала Podio.
У червні 2015 року Podio додав Podio Plus (вдосконалені процеси проекту та робочі процеси) та Podio Premium (пріоритетна підтримка), щоб запропонувати їх своїй розширеній базі клієнтів. Базова версія програми безкоштовна.